# Da Vincijev kod
Da Vincijev kod (eng: The Da Vinci Code) je kriminalistički triler američkog pisca Dana Browna objavljen 2003. godine.
Roman je kombinacija zabavnog romana s raznim elementima teorija zavjere.
Radnja prati uglednog harvardskog "simbologa" Roberta Langdona i Sophie Neveu dok istražuju ubojstvo u pariškom Louvreu, otkrivajući zakulisnu borbu između Sionskog priorija i Opusa Dei oko moguće činjenice da je Isus imao dijete s Marijom Magdalenom.
Naslov romana odnosi se na, između ostalog, činjenicu da je žrtva umorstva pronađena u Denonovom krilu muzeja Louvre, gol i položen kao Da Vincijev Vitruvijev čovjek sa šifriranom porukom napisanom uz njegovo truplo i pentagramom nacrtanim na njegovom trubuhu njegovom vlastitom krvlju.
Izdanje romana potaknulo je velik interes javnosti za legendu o Svetom gralu i ulozi Marije Magdalene u povijesti kršćanstva. Mnoge kršćanske denominacije osudile su knjigu kao napad na Rimokatoličku crkvu, dok su je drugi kritizirali zbog povijesnih i znanstvenih netočnosti.
Knjiga je postala svjetskim bestselerom s preko 80 milijuna primjeraka prodanih do 2009. godine, a prevedena je na 44 jezika. Drugi je Brownov roman u kojem se pojavljuje lik Roberta Langdona, nakon što je 2000. objavljen roman Anđeli i demoni. Godine 2006., Columbia Pictures snima istoimeni film u režiji Rona Howarda s Tomom Hanksom u glavnoj ulozi.

## Radnja
Radnja knjige počinje umorstvom Jacquesa Saunièrea (Velikog majstora Sionskog priorata), kustosa pariškog muzeja Louvrea, kojega ubija član sekte Opus Dei, albino Silas (koji radi za osobu znanu kao Učitelj), u potrazi za informacijom o smještaju predmeta koji će ga dovesti do Svetoga grala. Naime, Saunière je Veliki majstor Sionskog priorata. On mu govori već dogovorenu laž, koju Silas povjeruje, te ga ranjava i odlazi. Istovremeno, u Parizu gostuje američki simbolog s Harvarda, Robert Langdon, koji pomaže policijskom kapetanu Bezu Facheu rastumačiti ubojstvo, zbog spominjanja njegovog imena u Saunièreovoj poruci. U međuvremenu dolazi Sophie Neveu, Saunièreova unuka, koja se pretvara da je inspektorica, i Langdona upozorava kako ga Fache planira privesti. Nasamo, Sophie mu objašnjava da je Saunièreova poruka zapravo namijenjena njoj. Poruka također sadrži i niz anagrama i zagonetki, koje Langdon i Sophie uspijevaju dešifrirati. Nakon što pronađu sliku i ključ koji je Saunière sakrio, uspijevaju prevariti policiju i bježe iz muzeja. Fache otkrije njihovu varku i bez uspjeha ih pokušava zaustaviti.
Na drugoj strani Silas, prema lažnim uputstvima odlazi u Crkvu Saint-Sulpice i tamo traži ono što je želio, ali ubrzo shvaća kako je prevaren. Tajna Svetoga grala je izgubljena jer je ubio 4 čovjeka koja su jedina znala lokaciju predmeta koji mu je trebao.
U međuvremenu, Robert i Sophie dešifriraju zagonetku ključa i otkrivaju kako je to ključ sefa banke u Zürichu, kamo polaze. Čuvar ih pušta, zove policiju i obavještava direktora banke, Andréa Verneta. Vernet ih osobno dočekuje i omogućava im ulazak u sef, ali i pomoć prilikom bijega jer je bio dobar Saunièreov prijatelj. Robert i Sophie dolaze do sefa, ali ne znaju pristupnu šifru. Uskoro se ispostavi kako je pristupna šifra 1 1 2 3 5 8 13 21, što odgovara prvih osam brojeva Fibonaccijevog niza. U sefu nalaze kripteks, spravu s brojčanicima u kojoj se nalazi papirus. Kako bi ga otvorili potrebna je šifra. Uz kripetks su dobili i zagonetku pomoću koje će ga otvoriti. Budući da je policija već ušla u banku, Vernet ih uspije prokrijumčariti iz banke u blindiranom kamionu. Tijekom puta, Vernet čuje lažnu informaciju kako su Robert i Sophie odgovorni za smrt 4 osobe, te ih na koncu odluči predati policiji. Na sreću, uspijevaju ga svladati i oteti kamion. Robert i Sophie odlaze kod Robertovog engleskog prijatelja, Sir Leigha Teabinga. Teabing je invalid, ali se smatra najvećim stručnjakom za pitanje Svetog grala u svijetu. On ih skriva na svom imanju te im priča priču o Svetome gralu i tajnu Marije Magdalene. Policija ih uskoro nalazi, no Teabing im osigura bijeg.
Biskup Manuel Aringarosa putuje u Pariz kako bi od Silasa preuzeo predmet kojeg traže. Prije pet mjeseci, iz Vatikana su ga obavijestili da žele ukinuti potporu Opusu Dei. Ubrzo nakon toga, nazvao ga je tajanstveni Učitelj, čovjek koji mu je obećao kako će mu pomoći locirati Sveti gral i tako ga učiniti najmoćnijim čovjekom na svijetu. Aringarosa je svoga štićenika Silasa preporučio Učitelju, a ovaj mu je davao upute kako doći do Svetoga grala. Silas, koji je inače flagelant, ubrzo dobiva poziv Učitelja koji mu govori kako nije sve izgubljeno, te kako je ključ Svetoga grala u Teabingovoj kući. Silas kreće u Teabingovu kuću, te napada ukućane.
Teabing, Sophie i Robert uspijevaju ga onesposobitii vežu ga kao taoca. U tom trenutku im na imanje upada policija. Teabing ukrca Roberta, Sophie, Silasa i svog batlera Rémyja na na privatni avion, te ih odvozi u London. U avionu riješavaju zagonetku i otvaraju kripetks, ali saznaju da se unutra nalazi još jedan s još jednom zagonekom. Uskoro otkriju kako je sljedeća zagonetka povezana s jednom crkvom, gdje i odlaze kako bi ju razriješili. Rémy i Silas ostaju u automobilu, Rémy ubrzo oslobađa Silasa te se obojica upute prema crkvi, uzimaju kripteks i Teabinga za taoca. Tada se otkrije kako i Rémy radi za Učitelja. Robert i Sophie uspijevaju pobjeći i odlaze u knjižnicu, gdje uspijevaju pronaći ključ zagonetke. Rješenje, koje upućuje na "viteza što ga Papa pokopa", zapravo govori o Alexandru Popeu ("Papi") i Isaacu Newtonu ("vitezu"), odvodi ih do Westminsterske opatije gdje se krije posljednje rješenje.
Za to vrijeme, Učitelj šalje Silasa u sjedište Opusa Dei u Londonu, gdje ga dočeka policija, koja ga i ubije. Učitelj truje Rémyja i sam odlazi u opatiju s kripteksom. Kada shvati da su Robert i Sophie tamo, ostavlja im poruku da ima Teabinga i odvodi ih u zamku. Robert i Sophie se konačno suoče s Učiteljem, oči u oči, te otkriju kako je Učitelj zapravo Leigh Teabing, te kako je cijela priča bila varka. Teabing tada uperi pištolj u njih i tjera ih da riješe zagonetku. Robert ju uspijeva riješiti, no u tom trenutku dolazi policija koja privodi Teabinga.
Silas dolazi u središte Opusa Dei (gdje je i poslan), ali ga tamo dočekaju policija i biskup Aringarosa. On u očaju puca na policiju, ali slučajno rani biskupa. Biskupa odvezu u bolnicu, te on preživljava, dok Silas ranjen umire u jednom parku.
Robert i Sophie putuju u Škotsku jer ih tamo upućuje posljednji trag. Tada se tajna Svetoga grala konačno riješi. Kao što je Teabing rekao, Sveti gral nije objekt, već osoba, potomak Isusa i Marije Magdalene, a Sophie Neveu je dio te loze, tj. daleki potomak Isusa i Marije Magdalene. Sophie odluči ostati u Škotskoj s novopronađenima bakom i bratom, a Langdon se vraća u Pariz, usput dobiva ispriku komesara Fachea, te na koncu, u posljednjoj sceni, shvaća kako je Sangreal (grob Marije Magdalene), za kojeg se Crkva dugo godina borila, a kojeg su križari tražili u Jeruzalemu, zapravo ispod površine pariškog Louvrea.

## Likovi
Ovo je popis ključnih likova koji, u ovoj ili onoj mjeri, utječi na radnji. Neka imena su simboličla, sadržavaju anagrame ili zagonetke:
| - Robert Langdon - Jacques Saunière - Sophie Neveu - Bezu Fache - Silas - Manuel Aringarosa | - André Vernet - Leigh Teabing - Rémy Legaludec - Jérôme Collet - Marie Chauvel Saint-Clair - Pamela Gettum |

## Tajna Svetoga grala
Lik Sir Leigh Teabing u romanu objašnjava, tajnu o Svetom gralu, počinjući tvrdnjom da je lik prikazan s Isusove desne strane na Leonardovoj Posljednjoj večeri Marija Magdalena, a ne apostol Ivan. Nadalje objašnjava kako je Marija Magdalena bila zapravo supruga Isusa Krista te kako je, u vrijeme njegova raspeća, bila trudna s njegovim djetetom. Teabing objašnjava kako je izostavljanje kaleža (za što se mislilo da je zapravo Sveti gral) bilo namjerno, te kako je Leonardo znao da je Marija Magdalena zapravo Sveti gral i kako prenosi Isusovu lozu u formi djeteta. Teabing tu tezu dokazuje položajem tijela Isusa i Marije Magdalene koja tvore slovo "V", simbol svete ženstvenosti. Izostavljanje apostola Ivana objašnjeno je činjenicom da se o Ivanu govori kao o "učeniku kojega je Isus volio", što je šifra za Mariju Magdalenu. Teabing je također naglasio kako je boja njihove odjeće upravo suprotna: Isus ima crvenu tuniku i plavi plašt, dok Ivan/Marija ima plavu tuniku i crveni plaštšto možda simbolizira dvije polovice njihovog braka.
Kako roman objašnjava, tajne Svetoga grala, koje čuva Sionski priorij su sljedeće :
- Sveti gral nije kalež, nego žena po imenu Marija Magdalena, koja time prenosi Isusovu lozu (krv).
- Starofrancuski izraz za Sveti gral, San gréal, zapravo je igra riječima Sang réal, što znači "kraljevska krv".
- Relikvije grala sastoje se od dokumenata koji svjedoče o potomstvu, kao i od samih kostiju Marije Magdalene.
- Te relikvije sakrio je Sionski priorij u tajnu kriptu, moguće ispod temelja Kapele Rosslyn.
- Crkva je istinu o Mariji Magdaleni i Isusu Kristu prikrivala više od 2000 godina. Ta je istina prikrivana zbog straha od svete ženstvenosti koja bi dovela u pitanje crkveno prvenstvo apostola Svetog Petra. Uz to bi dokazala i da je Isus bio samo ljudske, a ne božanske prirode.
- Marija Magdalena bila je plemićke krvi (preko plemena Benjaminovog) i supruga Isusa Krista (potomka plemena Davidovog). Podatak da je bila prostitutka fabricirala je sama Crkva kako bi sakrila stvarnu prirodu njihova odnosa. U vrijeme raspeća, bila je trudna. Nakon raspeća bježi u Galiju, gdje joj pomoć pružaju Židovi iz Marseillea. Marija Magdalena rodila je kći po imenu Sara. Loza Isusa i Marije Magdalene postala je franačka Merovinška dinastija.
- Tajna o postojanju loze bila je zapisana u dokumentima koje su Križari otkrili nakon osvajanja Jeruzalema 1099. godine. Sionski priorij i templarski viteški red osnovani su radi čuvanja te tajne.

Prema romanu, tajna Svetoga grala povezana je uz Leonardovo djelo na sljedeći način:
- Leonardo da Vinci bio je Veliki meštar Sionskog priorija te je tako znao za tajnu. Tajna je u stvari otkrivena na njegovoj fresci Posljednja večera, gdje se ne uočava nikakav stvarni kalež. Osoba koja sjedi s desna Isusu nije muškarac, već žena, njegova supruga Marija Magdalena. Mnoge kasnije reprodukcije nisu omogućavale, sve do 1954. kada je restauracija stvorila izvorni da Vincijev original, uočavanje ženskih karakteristika na liku Ivana/Marije.
- Androginija Mona Lise zapravo je simbol koji predstavlja svetu uniju muškarca i žene, odnosno brak Isusa i Marije Magdalene. Takva povezanost muškarca i žene bila je dugo godina prijetnja uspostavljenoj moći Crkve. Sam naziv slike zapravo je anagram imena "Amon L'Isa", što je referenca na Amona i Izidu, "oca" i "majku" u egipatskoj mitologiji.

Osim Browna su i neki drugi spisatelji nagađali o mogućem Isusovom očinstvu.

## Recepcija
Brownov je roman 2004. godine bio neviđen uspjeh, te ga je u prodaji prestigao jedino Harry Potter i Red feniksa J.K. Rowling. Book Sense je roman proglasio za Knjigu godine u kategoriji fikcije za odrasle. Potaknuo je izdavanje niza sličnih djela, a pozitivne kritike dali su mu i časopisi The New York Times, People i The Washington Post. Godine 2008., preko 15,000 anketiranih Australaca proglasilo je roman četvrtim najboljim na popisu od 101 najbolje knjige ikad napisane.
Neki kritičari, ipak, nisu posebno hvalili roman kritizirajući njegovu književnu vrijednost i povijesne netočnosti. Među onima koji su se zajedljivo osvrnuli na roman bili su The New Yorker, The New York Times i Salon.com.

## Kritike
Kada je prvi put objavljena, knjiga je kritizirana zbog svojih netočnih opisa temeljnih aspekata kršćanstva, povijesti Katoličke crkve i opisa europske umjetnosti, povijesti i arhitekture. Od strane katoličkih i drugih kršćanskih zajednica, knjiga je uglavnom dobila negativne kritike.
Mnogi kritičari kažu kako je Brown trebao obaviti puno više istraživanja prije objavljivanja ove knjige. 22. veljače 2004. članak s naslovom "The Last Word: The Da Vinci Con" ("Posljednja riječ: Prijevara Da Vinci") spisateljice Laure Miller objavio je New York Times. U njemu Miller napada Da Vincijev kod na nekoliko razina, navodeći kako je on "utemeljen na ozloglašenoj obmani", "besmislen" i "lažan". Također ukazuje na to koliko je roman ovisan o izmišljotinama Pierrea Plantarda (Sionski priorij nije postojao prije nego što ga je Plantard stvorio) koji je 1953. godine uhićen i osuđen zbog prijevare.
Kritičari također optužuju Browna za iskrivljavanje i izmišljanje povijesti. Tako Marcia Ford piše:
Richard Abanes je napisao:
Knjiga počinje Brownovom tvrdnjom da je "Sionski priorij - Europsko tajno društvo utemeljeno 1099. - stvarna organizacija". Sam Sionski priorij zapravo je bio prijevara koju je 1956. načinio Pierre Plantard. Brown također tvrdi kako su "svi opisi umjetničkih djela, arhitekture, dokumenata ... i tajnih rituala u ovom romanu precizni"; ali tu tvrdnju osporavaju gotovo svi akademski znanstvenici u disciplinama kojima se roman bavi.
Objavljeni su brojni radovi koji detaljno opisuju zašto je bilo kakvu tvrdnju o točnosti teško dokazati, a pokrenute su i dvije parnice u vezi plagijata u Da Vincijevom kodu. Prvu parnicu za kršenje autorskih prava pokrenuli su 2006. godine na britanskom sudu autori knjige Sveta krv, sveti gral, navodno publicistički opis uloge Marije Magdalene kao Isusove supruge i majke njegovog djeteta. Sud je zaključio kako plagijata nema. Druga parnica, koju je u SAD-u pokrenuo Jack Dunn, autor knjige The Vatican Boys, još nije završena.
Sam Dan Brown ublažava ukazivanje na točnost nekih od kontroverznijih aspekata na svojoj web stranici: "Stranica 'FACT' ne postavlja nikakve tvrdnje o drevnim teorijama o kojima raspravljaju izmišljeni likovi. Interpretacija tih ideja ostavlja se čitatelju". No na istoj stranici Brown također piše: "Vjerujem kako bi neke od teorija o kojima ovi likovi raspravljaju mogle biti prihvatljive" i "tajna iza Da Vincijevog koda predobro je dokumentirana i preznačajna da bih ju odbacio." Brownova dvosmislenost o toj temi i dalje raspiruje rasprave oko činjeničnog sadržaja romana.
No Brownove ranije izjave o točnosti povijesnih informacija u romanu bile su puno oštrije. 2003. godine je za promocije knjige, kada ga se u intervjuima pitalo koji su se dijelovi povijesti u njegovom romanu zaista dogodili. Odgovorio je: "Apsolutno sve." U intervjuu iste godine s Martinom Savidgeom s CNN-a odgovorio je kako je "točno 99%" - sva pozadina je istinita". U intervjuu za ABC News Elizabeth Vargas pitala ga je bi li knjiga bila drukčija da je pisana kao publicistika; Brown je odgovorio: "Mislim da ne bi." U zadnje vrijeme Brown izbjegava intervjue, te je u nekim od svojih javnih izjava bio nešto oprezniji u vezi sa svojim tvrdnjama o točnosti. Ali također nikada nije povukao nijednu od svojih prijašnjih tvrdnji, unatoč značajnoj akademskoj kritici.

## Inspiracija i utjecaji
Roman se, osim kriminalističkim zapletom, bavi i alternativnim pogledom na povijest religije. Ključni izvor za samo knjigu jesu, kako je naglašeno tijekom postupka o plagiranju (kojeg je Brown dobio), The Templar Revelation, autora Lynn Picknett i Clivea Princea, te knjige autorice Margaret Stairbird. Roman The Dreamer of the Vine, kojeg je 1980. napisala Liz Greene (sestra Richarda Leigha i tadašnja djevojka Michaela Baigenta), također se bavi tematikom Isusovog potomstva. Roman Sveta krv i Sveti gral (koji se i spominje na početku 60. poglavlja) je, kako je sam Brown rekao, bio jedan od ključnih izvora za građu romana.
Iako je sam Brown potvrdio kako je navedena djela koristio kao građu, u Da Vincijevom kodu prikazuje jednu tezu koja se nije pojavljivala u ostalim romanima, a to je teza da su potomci Isusa i Marije Magdalene postali Merovinška dinastija Franačke države.
Lik Leigha Teabinga (što je anagram od "Baigent Leigh"), temeljen je na Richardu Leighu i Michaelu Baigentu, autorima romana Sveta krv i Sveti gral. Brown je ovo potvrdio tijekom procesa. Kada su ga pitali je li Teabing djelomično inspiriran i Lincolnom, koji je također obolio i počeo šepati zbog toga, Brown je rekao kako nije imao pojma o toj činjenici te da je svaka sličnost slučajna. Nakon što su 12. srpnja 2006. izgubili pred Visokim sudom, Michael Baigent i Richard Leigh žalili su se Žalbenom sudu, no i tu su izgubili parnicu.
Nakon samog procesa, dogodilo se da je knjiga Sveta krv, Sveti gral postala znatno popularnija i traženija.

## Prijevod
Roman je do danas preveden na više od 44 jezika (što svjedoči o njegovoj globalnoj popularnosti), a izdanja su uglavnom bila tvrdi uvezi. Knjiga je izdana i u obliku audio knjige, na CD-u, te kao eBook. Najrecentnije američko izdanje je ono iz 2006. godine, koje je tiskano kako bi popratilo prikazivanje filma. U Hrvatskoj, roman je prvi puta izdan 2003. godine (tiskan u Ljubljani) u izdanji V.B.Z.-a i u prijevodu Suzane Sesvečan. No, zanimljivo je kako je ovaj prvi hrvatski prijevod imao velik broj grešaka i krivo prevedenih pojmova, zbog čega je naišao na velike kritike prilikom izdavanja. Urednik Nenad Rizvanović priznao je u emisiji Pola ure kulture da su žurili što prije objaviti tako popularan roman, te da su greške prisutne upravo zbog tog razloga. Kasnije je došlo do revizije i izmjena prema savjetima Marka Kovačića, te je roman u Hrvatskoj izdan ponovo, ovaj put s adekvatnim prijevodom.

## Film
Godine 2006., Columbia Pictures je snimila adaptaciju romana. Scenarij je napisao Akiva Goldsman, a oskarovac Ron Howard je režirao film. Glavnu ulogu, onu simbologa Roberta Langdona, tumači Tom Hanks, a pridružuju mu se i Jean Reno kao Bezu Fache, Audrey Tautou kao Sophie Neveu i Sir Ian McKellen kao Leigh Teabing. Film je ostvario dobit od $77,073,388 u prvom tjednu, a ukupni domaći prihod iznosio je $217,536,138, čime se popeo na 5. mjesto u 2006. godini. Ukupno, u svijetu, film je ostvario zaradu od $758,239,852. Film je na DVD-u izdan 14. studenog 2006.

## Vanjske poveznice
- Kritika hrvatskog prijevoda u Vjesniku[neaktivna poveznica]
- Kritika prijevoda u Slobodnoj Dalmaciji

### Hrvatski
- Razoružani Da Vincijev kod: Činjenica ili fikcija?  Arhivirana inačica izvorne stranice od 28. rujna 2007. (Wayback Machine)
- Da Vincijev kod – majstorska prevara  Arhivirana inačica izvorne stranice od 28. rujna 2007. (Wayback Machine)

### Engleski
- 'Crisis Magazine' - Return of the Early Church (commentary on the Da Vinci Code) by Editor Brian Saint-Paul
- The Da Vinci Code: Secret hidden truth? by Alex Williams
- gofamily - Decoding 'The Da Vinci Code' by Dr. Erwin Lutzer, Lee Strobel, Dr. Norman Geisler and Alex McFarland.
- The Da Vinci Hoax: Exposing the Errors in The Da Vinci Code by Carl Olson & Sandra Miesel
- the BBC - Historians put the Da Vinci Code on Trial by the journalists at the BBC
- 'Mary, Mary, Extraordinary' by Professor Ben Witherington III
- The Da Vinci Code by Dr. James Dobson, Lee Strobel, Dr. Edwin Lutzer and Mr. Alex McFarland     Arhivirana inačica izvorne stranice od 16. veljače 2021. (Wayback Machine)